# Vicia scandens
Vicia scandens là một loài thực vật có hoa trong họ Đậu. Loài này được R.P.Murray miêu tả khoa học đầu tiên.